# Siv Heim Sæbøe
Siv Heim Sæbøe, född 25 mars 1973, är en norsk tidigare handbollsspelare som spelade som mittsexa.

## Klubblagskarriär
Sæbøe spelade för Bækkelagets SK i femton år 1987–2002. Främsta inhemska meriten var norska mästerskapsguldet 2001 som Bækkelaget vann då de besegrade Nordstrand i finalen. Hon vann också EHF:s cupvinnarcupen: 1998 och 1999 med Bækkelaget. De sista säsongerna på 1990-talet hade hon mycket duktiga lagkamrater i Susann Goksør, Kjersti Grini och Anja Andersen. Hon toppar Bækkelagets lista över spelare med flest spelade matcher i klubben. Totalt har hon spelat 309 eliteseriekamper för denna klubben.
2002 tackade lagkaptenen för dessa år och började spela för franska Cercle Dijon Bourgogne.(numera Jeanne d'Arc Dijon HandballFrämsta meriten med franska klubben var en final i EHF:s Challenge-cupen 2005. Hon spelade för Cercle Dijon 2002-2006. Siv Heim Sæbøe återvände till Lunner i Norge men bara en säsong 2006–2007. Hon anslöt sedan till Stabæk IF Det är oklart när hon slutade spela handboll.

## Landslagskarriär
Sæbøe hade en kort landslagskarriär med 14 landskamper med 19 gjorda mål. Landslagsdebut 2 juli 1998 25 år gammal mot Danmark i en förlustmatch 24–35 till Danmark. Hon spelade sedan 1998 i EM för Norge och vann EM-guldet. Hon spelade inte mycket i turneringen och satt på läktaren under finalen i EM. Sista landskampen spelade hon 1 juli 1999 mot Nederländerna.